# Большекавендровский сельсовет
Большекавендровский сельсовет — муниципальное образование со статусом сельского поселения в Наровчатском районе Пензенской области Российской Федерации.
Административный центр — село Большая Кавендра.

## История
Статус и границы сельского поселения установлены Законом Пензенской области от 2 ноября 2004 года № 690-ЗПО «О границах муниципальных образований Пензенской области».

## Население
| 2002 | 2010 | 2012 | 2013 | 2014 | 2015 | 2016 |
| ---- | ---- | ---- | ---- | ---- | ---- | ---- |
| 812  | ↘629 | ↘607 | ↘593 | ↘579 | ↘557 | ↘547 |
| 2017 | 2018 | 2021 |      |      |      |      |
| ↘534 | ↘526 | ↘524 |      |      |      |      |

## Состав сельского поселения
| № | Населённый пункт | Тип населённого пункта       | Население |
| - | ---------------- | ---------------------------- | --------- |
| 1 | Большая Кавендра | село, административный центр | ↘524      |